# Gypodes vexilliferalis
Gypodes vexilliferalis là một loài bướm đêm trong họ Crambidae.